# Leichte Sprache
Leichte Sprache (LS, literalmente: idioma fácil) es una versión específica (normalmente escrita) del idioma alemán. Está dirigida a personas con bajas competencias en alemán o en la lectura en general, a personas con desafíos cognitivos o personas con un primer idioma diferente al alemán. Las primeras reglas fueron publicadas por la asociación alemana Netzwerk Leichte Sprache, que fue establecida en 2006. Por lo tanto, es una lengua construida cuyas reglas tratan de la creación de frases y la elección de palabras, y hacen recomendaciones sobre la tipografía y el uso de los medios de comunicación.  El contenido se simplifica a menudo también. Por ejemplo: LS anima a escribir “hace mucho tiempo” en lugar de “1871”. Sin embargo, el lenguaje como tal no se altera. LS es una herramienta para garantizar el derecho a participación social por su carácter facilitador del acceso a informaciones escritas.  
Un concepto similar es Einfache Sprache (Lenguaje claro), que está menos regulado y es más cercano al alemán estándar.

## Reglas
- Se utilizan frases cortas.
- Cada frase contiene sólo una afirmación.
- Las oraciones están escritas en modo activo.
- En interés de la comprensibilidad, una frase consta de sujeto + predicado + objeto. Por ejemplo: el niño acaricia al perro.
- Se evita el Konjunktiv (subjuntivo alemán, una forma de probabilidad).

- El genitivo es reemplazado en la mayoría de los casos por locuciones preposicionales con "de” para convertir las frases en construcciones con dativo.
- Los sinónimos, los caracteres especiales y las negaciones también son contrarios a las reglas.
- Las indicaciones precisas de cantidad deben ser sustituidas por "mucho" o "poco".
- Leichte Sprache no es el lenguaje de los niños, especialmente los saludos "tú" y "usted" se usan como en el lenguaje estándar.

### Reglas de ortografía
En el caso de las composiciones, los guiones o los denominados en este contexto como puntos medios, aclaran las palabras de las que están compuestas las composiciones. Por ejemplo Welt-All , Bundes-Tag o Welt·all, Bundes·tag. 

### Normas sobre el contenido del texto
- Se evitan los términos abstractos; cuando es necesario, se explican mediante ejemplos o comparaciones claras.
- Se evita el lenguaje vívido (por ejemplo, buscavidas).
- Si aparecen palabras o términos técnicos extranjeros, se explican con indicación sobre la pronunciación de la palabra para facilitar el uso en el grupo objetivo.

- Las abreviaturas se explican en el primer momento por la forma escrita.

### Recomendaciones sobre la tipografía y el uso de los medios de comunicación
- Las palabras no se escriben en mayúsculas. No se usa la letra cursiva.
- Los textos están claramente organizados. Por ejemplo: cada frase está en una línea separada.
- Los textos están alineados a la izquierda

- Se utilizan puntos de bala.
- La imagen y el texto no se entremezclan.
- Las imágenes ayudan a entender mejor el texto.

## La ley alemana
En Alemania, la ley § 11, Behindertengleichstellungsgesetz obliga a las autoridades a informar cada vez más en LS. El gobierno federal impone el uso de LS por las autoridades y sus competencias para escribir textos en LS.

## Aplicación práctica
Leichte Sprache tiene por objeto mejorar la búsqueda autónoma de información y, por consiguiente, la autodeterminación de los adultos que, por diversas razones, de manera temporal o permanente, tienen problemas con una estructura de frases complejas y no comprenden palabras extranjeras. 
Cuando se traducen textos de un lenguaje difícil a uno en Leichte Sprache, los textos originales se reformulan según las reglas de Leichte Sprache. Para garantizar que los textos sean comprendidos por el grupo destinatario, a menudo son revisados por los llamados revisores o correctores de pruebas. La retroalimentación resultante se filtra y se tiene en cuenta al redactar el texto final. La traducción al lenguaje fácil puede llevar mucho tiempo, ya que una dificultad, por ejemplo, es que la traducción de las palabras ambiguas debe partir del significado que se quiere dar al texto.
En las comunicaciones oficiales se debe utilizar Leichte Sprache como complemento de la accesibilidad. Algunas autoridades, como el Bundestag alemán, utilizan un lenguaje ligero en sus sitios web además del lenguaje normal.

## Investigación
En enero de 2014 se fundó el Centro de Investigación de Leichte Sprache en el Instituto de Estudios de Traducción y Comunicación Especializada de la Universidad de Hildesheim. Su misión es investigar Leichte Sprache desde la lingüística y la traductología, y se ve a sí misma como una bisagra entre la investigación universitaria y la aplicación práctica de Leichte Sprache en los organismos gubernamentales y en las empresas. Lleva a cabo proyectos de traducción asistida por la investigación (centrándose en textos jurídicos y administrativos) y ofrece talleres y la revisión de textos previamente traducidos. Los textos revisados según los resultados de la prueba reciben el "Prüfsiegel Leichte Sprache" (sello de prueba para el lenguaje ligero) del centro de investigación. 

## Crítica
Varios intelectuales y periodistas han criticado los textos de LS, por ejemplo, después de que las autoridades de Bremen los utilizaran adicionalmente para las elecciones regionales de 2015. Según ellos, LS no toma en serio a los lectores y simplifica demasiado el contenido. En 2017, el periodista Alfred Dorfer se burló de LS en el teletexto austriaco y se disculpó más tarde después de haber hablado con personas que se benefician de los textos de LS.